# Oncocnemis parvanigra
Oncocnemis parvanigra är en fjärilsart som beskrevs av Blackmore 1923. Oncocnemis parvanigra ingår i släktet Oncocnemis och familjen nattflyn. Inga underarter finns listade i Catalogue of Life.